# بایریش ایزنشتاین
بایریش ایزنشتاین (به آلمانی: Bayerisch Eisenstein) یک شهر در آلمان است که در باواریای سفلی واقع شده‌است.

## خصوصیات
بایریش ایزنشتاین ۴۷٫۳۴ کیلومترمربع مساحت دارد ۷۲۴ متر بالاتر از سطح دریا واقع شده‌است.